# Microdon coarctatus
Microdon coarctatus är en tvåvingeart som beskrevs av Friedrich Hermann Loew 1864. Microdon coarctatus ingår i släktet myrblomflugor, och familjen blomflugor. Inga underarter finns listade i Catalogue of Life.